# 日向夕奈
日向 夕奈（ひむかい ゆうな、1992年5月7日 - ）は、日本の女優、アイドル、グラビアアイドル。宮城県出身。

## 人物
- 6歳から歌やダンスや演技を始めている。
- 地元仙台でのイベント、各メディア出演、所属劇団でのミュージカル公演を経験した。島谷ひとみ主演『赤毛のアン』ミュージカルなど多数舞台に子役として出演している。
- 高校卒業後に上京し、幼稚園の先生を目指していたが、小さい頃からの憧れだった芸能界への夢を捨てきれず、多数オーディションを受け、アイドルユニットでの活動を開始した。
- トイプードルの「チロル」を飼っている。
- 趣味はダンス、映画・舞台鑑賞、カラオケ、愛犬
- 特技はDANCE（JAZZ、HIPHOP）、ピアノ、料理
- 好きな食べ物はバウムクーヘン

## 所属していたユニット
- アイドルユニット「OZ」のセンター
- 他派生アイドルユニット、声優、女優などで活躍

## 出演

### テレビ番組
- TBSテレビ「オトナの!」番組内コーナーに毎週出演
- テレビ埼玉「ウタ娘」独自密着

### ネット番組
- 「アリスプロジェクトのODAIBAジャック!」（ODAIBA.TV）
- 「クロちゃんとアリス十番のAKIBAでダイブ!」（あっ!とおどろく放送局）
- 「クロちゃんのAKIBAでダイブ!」（＠TV）

### CM
- 「声優のたまご」街頭ヴィジョン用CM

## 掲載誌
- 「J-POP GIRLS キュン!」（株式会社トラッシュ）

## 略歴
- 2012年
2月24日 個人Amebaブログ開設。
4月21日 ベルサール秋葉原にて春のラジ館まつり2012『ラジオ会館カレーまつり』にイベント初出演。
4月28日 芝浦studio Cube326にてアリスプロジェクト主催ライブ『シバポップフェスティバルVol.41〜もうじき夏だね☆ぴゅあふる祭り〜』に初出演。
5月1日 デックス東京ビーチにてODAIBA.TV「アリスプロジェクトのODAIBAジャック」に初出演。
5月7日 20歳の誕生日。
5月13日 アリスプロジェクト主催ライブ：『シバポップフェスティバルVol.46』 にてアイドルユニット「OZ」のメンバーに選ばれた。
5月23日 サーチワンスタジオにて撮影会に初出演。
6月3日 所属しているアイドルユニット「OZ」のデビュー[1]。
10月21日 アリスプロジェクト主催ライブ：『シバポップフェスティバルVol.58〜OZ☆つーかアリス☆新たなるスタート!!!〜』にて新生「OZ」のメンバーに選ばれた。ドロシー担当。
- 2013年
1月4日 アリスプロジェクトの常設劇場が秋葉原P.A.R.M.Sにオープンし、「OZ」などのアリスプロジェクト所属ユニットがこの日から毎日ライブを行うことになった。
1月13日 この日に成人式を迎えた。
3月30日 Twitterにて、4月20日に塩谷彩香（Prism）、小柳朋恵（スチームガールズ）とともに日向夕奈がぴゅあふる新メンバーになることが発表された。
4月9日 ぴゅあふるメンバーの森カノンがひき逃げに遭い、全治3週間の怪我。これにより4月20日に予定されていた日向夕奈のぴゅあふる加入と新生ぴゅあふるのお披露目が延期された[2][3]。
4月29日 メジャーデビュー企画、「アイドル黙示録」第1次オーディションを通過した。
5月7日 21歳の誕生日。
5月8日 Twitterにて、5月19日に日向夕奈が延期になっていたぴゅあふるの新メンバーになることが発表された。
5月12日 この日のP.A.R.M.S夜の部において日向夕奈生誕祭が開催された[4][5]。
5月19日 この日のP.A.R.M.S昼の部において塩谷彩香(元Prism・アリス十番)、小柳朋恵(スチームガールズ)とともに日向夕奈がぴゅあふるへ加入した[6][7]。
6月3日 この日、ステージデビュー1周年を迎えた。
7月5日 テレビ埼玉「ウタ娘」にて日向夕奈特集が組まれた。
9月5日 この日の自身のブログにて所属事務所アリスプロジェクトを辞めると発表された。